# Valeria Mazza
Valeria Raquel Mazza (Spaanse uitspraak [baˈlerja ˈmasa]; Rosario, 17 februari 1972) is een Argentijns model en ondernemer. Ze wordt door sommigen gezien als het eerste Zuid-Amerikaanse supermodel. Mazza werd bekend nadat ze samen met Tyra Banks op de voorpagina verscheen van het Sports Illustrated Swimsuit Issue van 1996.
Ze is model sinds haar veertiende jaar. Mazza heeft ook gewerkt als actrice, presentatrice en merkambassadrice Als zakenvrouw heeft ze drie parfums uitgebracht, heeft ze haar eigen tijdschrift, en heeft ze productiebedrijf opgericht en een bedrijf voor oogaccessoires. Ze studeerde ergotherapie, ze zet zich in voor humanitaire doelen, en staat bekend om haar werk voor de Special Olympics, UNICEF, en de afdeling Pediatrie van het Austral Hospital in Pilar.
Mazza is een leidende figuur in de Zuid-Amerikaanse mode, en wordt beschouwd als het meest belangrijke model in de Argentijnse geschiedenis.

## Persoonlijk leven
Op 9 mei 1998 trouwde Mazza met de zakenman Alejandro Gravier in de Basílica del Santísimo Sacramento in Retiro, een wijk in Buenos Aires; bij het feest dat werd gehouden in het Hipódromo Argentino de Palermo waren 1500 gasten. Het echtpaar heeft vier kinderen: Balthazar (1999), Tiziano (2002), Benicio (2005), en Taína (2008). Ze wonen in Buenos Aires. In 2008 is er een onderzoek ingesteld naar haar en haar man door de belastingdienst van Argentinië, AFIP, wegens mogelijke ontduiking van belasting voor het bedrag van twee miljoen Amerikaanse dollars.